# Höckeberg
Der Höckeberg (dänisch: Høgebjerg) in der Gemeinde Freienwill ist mit 82,4 m ü. NN die höchste Erhebung Angelns im Nordosten Schleswig-Holsteins.

## Hintergrund
Der Bergname leitet sich von dänisch høg für Habicht ab, die Bedeutung ist demnach Habichtsberg. Der Höckeberg liegt in der Gemeinde Freienwill bei Kleinwolstrup nahe der Grenze zur Gemeinde Hürup auf einer Wasserscheide zwischen Nord- und Ostsee. Die eigentliche Bergkuppe befindet sich auf einem Acker. Den topographischen Stein des Höckeberges hat man zum nördlich der Kuppe gelegenen Kleinwolstruper Osterholz verlegt und die Höhe neu eingetragen, da die Feldarbeit durch den Stein behindert wurde. Der Höckeberg gehört zu einem über siebzig Meter hohen kuppigen Höhengebiet von ungefähr 135 Hektar, das nördlich bei Hürupholz, östlich bei Hürupmühle und südwestlich in Richtung Oeversee abfällt und ausläuft (vgl. Liste der Geotope im Kreis Schleswig-Flensburg). Mehrere Moränen, die sich von Tastrup und Weseby breit gefächert in der Landschaft ausbreiten (vgl. Liste der Geotope im Kreis Schleswig-Flensburg), vereinigen sich in diesem Höhengebiet.
Der Blick vom Höckeberg wird durch das erwähnte nördlich gelegene Kleinwolstruper Osterholz, einem weiteren östlich gelegenen Gehölz sowie den fast gleich hohen benachbarten Anhöhen versperrt. Auf einer dieser Anhöhen, südöstlich der Bergkuppe, steht der Fernmeldeturm Freienwill. Nahe dem Sendeturm reicht die Aussicht offensichtlich bis nach Satrup sowie Sörup im Osten und Großenwiehe im Westen. Flensburg ist von dort auf Grund des erwähnten Waldes nicht erkennbar. Im Süden ist in der Ferne der Fernmeldeturm Schleswig zu erkennen. Bei guter Sicht ist von dort auch der Fernmeldeturm Bredstedt in der Ferne erkennbar. Auf Grund des Fernmeldeturm Freienwills ist der Höckeberg indirekt weithin sichtbar. Noch vom hohen Flensburger Rathaus aus ist seine ungefähre Lage daher lokalisierbar. An den Randhöhen des Höhenzuges ist es möglich, in die Täler herabzuschauen. Vom Höhenrand bei den Gehöften von Hürupholz ist die Stadt Flensburg gut erkennbar, insbesondere zum Abend hin, wenn die Stadt beleuchtet ist. Westlich des Dorfes Kleinwolstrup, auf dem Weg nach Munkwolstrup, existiert eine Stelle, von der man bei gutem Wetter im Süden die Turmspitze des Schleswiger Domes und durch ein Heckloch Schornsteine Flensburgs sichten kann. Direkt nordöstlich vom Höckeberg befindet sich das Quellgebiet des Flusses Westenwatt, der zum Flusssystem des Mühlenstroms gehört, der an der Hafenspitze Flensburgs in der Flensburger Förde mündet.